# Метаболизм (архитектура)
Метаболи́зм (фр. métabolisme от греч. μεταβολή — «превращение, изменение») — течение в архитектуре и градостроительстве середины XX в., представлявшее альтернативу господствовавшей в то время в архитектуре идеологии функционализма. Зародилось в Японии в конце 50-х годов XX века. В основу теории метаболизма лёг принцип индивидуального развития живого организма (онтогенеза) и коэволюции. Метаболизм не сто́ит, однако, путать с органической архитектурой и эко-теком, в которых подражание живой природе не развёрнуто во времени и затрагивает, главным образом, принципы формообразования.

## История
Международный конгресс современной архитектуры (Congrès Internationaux d'Architecture Moderne (CIAM)) был основан в Швейцарии в 1928 году как ассоциация архитекторов, которые хотели продвинуть модернизм в международном масштабе. В начале 1930-х годов они продвигали идею (основанную на новых городских моделях в США) о том, что городское развитие должно руководствоваться четырьмя функциональными категориями: жилище, работа, транспорт и отдых. К середине 1930-х годов Ле Корбюзье и другие архитекторы превратили CIAM в псевдополитическую партию с целью популяризации современной архитектуры для всех. Эта точка зрения приобрела некоторую популярность в послевоенный период, когда Ле Корбюзье и его коллеги начали проектировать здания в Чандигархе. К началу 1950-х годов было ощущение, что CIAM теряет авангардный стиль, поэтому в 1954 году была сформирована группа более молодых членов под названием «Команда 10».  Среди них были голландские архитекторы Якоб Бакема и Альдо ван Эйк, итальянец Джанкарло Де Карло, грек Георгиос Кандилис, британские архитекторы Питер и Элисон Смитсон и американец Шадрах Вудс. Команда из 10 архитекторов представила такие концепции, как «человеческая ассоциация», «кластер» и «мобильность», при этом Бакем поощрял сочетание архитектуры и планирования в городском дизайне. Это было отказом от старого четырехфункционального механического подхода CIAM, и в конечном итоге привело к распаду и концу организации. 

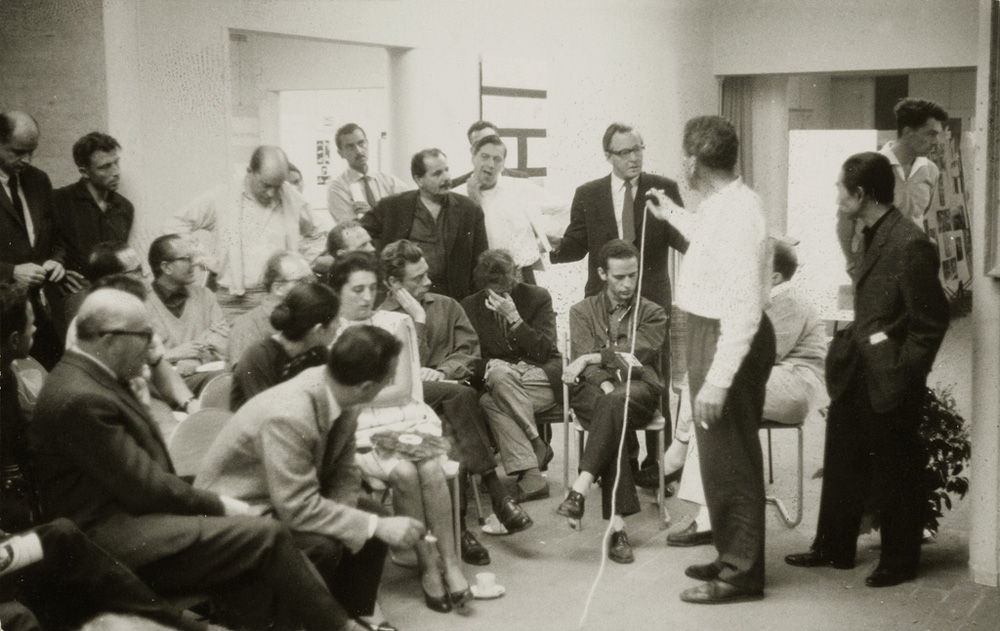
11 конгресс CIAM в Нидерландах в 1959 г.

Кэндзо Тангэ был приглашен на встречу организации CIAM '59 в Оттерло, Нидерланды. На последнем заседании CIAM он представил два теоретических проекта архитектора Киёнори Кикутакэ: город в форме башни и собственный дом Кикутакэ, Небесный Дом. Эта презентация представила молодое движение метаболистов своей первой международной аудитории. Подобно концепциям "человеческих ассоциаций" Команды 10, метаболизм тоже исследовал новые концепции в городском дизайне.   
Город в форме башни представлял собой башню высотой 300 метров, в которой размещалась инфраструктура всего города. Она включала в себя транспорт, услуги и завод по производству сборных домов. Башня представляла собой вертикальную «искусственную землю», к которой можно было прикрепить стальные сборные жилые капсулы. Кикутакэ предположил, что эти капсулы будут самообновляться каждые пятьдесят лет, и город будет расти органически, как ветви дерева.   
Построенный на склоне холма, Небесный Дом представляет собой платформу, поддерживаемую четырьмя бетонными панелями с гиперболической параболоидной крышей. Это единое пространство, разделенное складскими помещениями, с внешней стороны кухни и ванной комнаты. Эти два последних помещения были спроектированы таким образом, чтобы их можно было перемещать в соответствии с условиями использования дома — и действительно, они были перемещены и/или приспособлены примерно семь раз в течение пятидесяти лет. В какой-то момент к основанию основного этажа была пристроена небольшая детская комната с маленькой дверью, размером с ребенка, между двумя комнатами.    
После встречи организации Тангэ уехал в Массачусетский технологический институт, чтобы начать четырехмесячный период в качестве приглашенного профессора. Возможно, что, получив признание проектов Кикутакэ в Оттерло, он решил выбрать проект пятого года как проект жилого сообщества с населением 25 000 жителей, который будет построен на воде Бостонского залива. Тангэ почувствовал естественное желание создавать городские проекты, основанные на новом прототипе дизайна, который мог бы дать более человечную связь с супер-масштабными городами. Он рассмотрел идею «большой» и «второстепенной» городской структуры и то, как она может циклично расти, как ствол и листья дерева.        
Один из семи проектов, созданных студентами, был прекрасным примером его видения. Проект состоял из двух основных жилых домов, каждый из которых был треугольным в сечении. Боковое движение обеспечивалось по автомагистралям и монорельсовой дороге, а вертикальное движение со стоянок осуществлялось на лифтах. Внутри были открытые пространства для общественных центров; на каждом третьем уровне были пешеходные дорожки, вдоль которых располагались ряды семейных домов. Этот проект был основан на нереализованном заявлении Тангэ в штаб-квартире Всемирной организации здравоохранения в Женеве, и оба проекта проложили путь для его более позднего проекта «План Токио - 1960». Тангэ представил проект Бостонского залива и Токийский план на Всемирной конференции дизайна в Токио.         

## Название
Обсуждая органическую природу теоретического проекта Морского города Кикутакэ, Кавазо использовал японское слово shinchintaisha как символ существенного обмена материалами и энергией между организмами и внешним миром (буквально метаболизм в биологическом смысле). Японское значение этого слова дает ощущение замены старого новым, и группа далее интерпретировала это как эквивалент непрерывного обновления и органического роста города. Поскольку конференция должна была стать всемирной конференцией, Кавазо решил, что им следует использовать более универсальное слово, и Кикутакэ поискал определение shinchintaisha в своем японско-английском словаре. Он определил это слово как  "метаболизм". 

## Особенности
Вот как определял концепцию метаболизма один из её главных идеологов, Киёнори Кикутакэ:
Японцы привыкли к неразрывности традиции, одной из основ устойчивости нашей цивилизации.

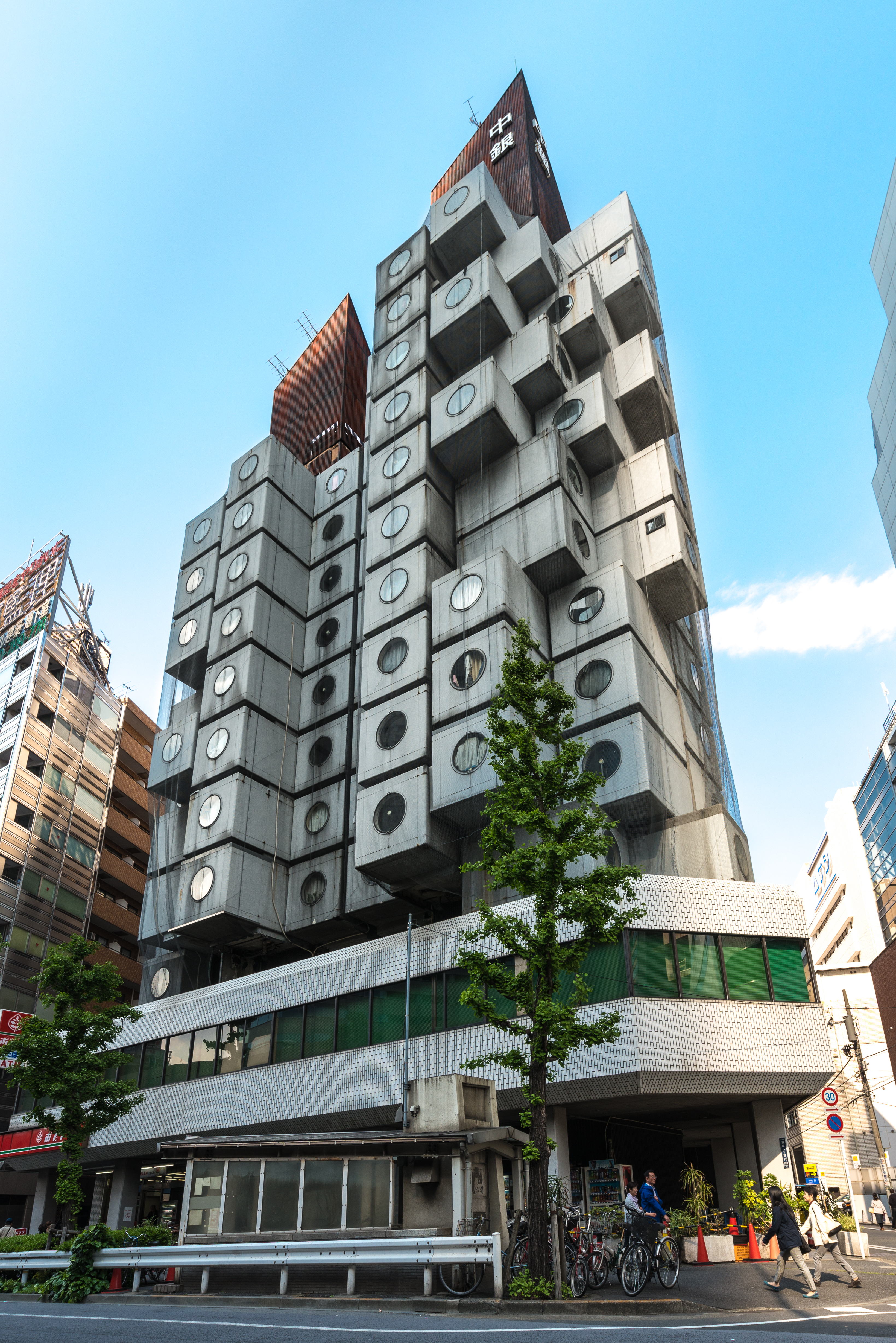
Башня «Накагин», архитектор К. Курокава

Поэтому и концепция метаболистической архитектуры восходит к истокам японской строительной  традиции, предлагая алгоритм её изменения.
Безусловно, непросто кратко определить все то, о чем я размышлял, создавая эту теорию. Для меня в понятии «метаболизм» самым важным была возможность перестройки сооружения и замены его составляющих в соответствии с требованиями, которые предъявляет наш быстроизменяющийся мир.
Движение метаболистов не было данью моде и не создавалось мною для того, чтобы стать её законодателем. В Европе это движение превратилось в модное течение, а в нашей стране, основанной на древних традициях, оно получило иное развитие. Для Японии это был вопрос будущего нашей цивилизации. Поэтому необходимо было учитывать, будет ли нужна Японии наша концепция. При этом мы верили, что такой подход к архитектуре и вообще к построению нового мирного общества будет полезен для развития и других стран.

Вообще, в Японии всегда уделялось особое внимание законам эволюции животного и растительного мира. Поэтому природные закономерности стали одной из основ архитектурного метаболизма. Возможно, по похожим биологическим законам должна развиваться и архитектура. Современные технологии позволяют реализовывать самые смелые проекты, поэтому есть надежда, что опыт метаболистов найдет своё применение и в XXI веке.
Особенностями архитектурного языка метаболистов стали незавершенность, «недосказанность», относительная «деструктивность» и открытость структуры зданий для «диалога» с изменяющимся архитектурным, культурным и технологическим контекстом городской среды. Распространён приём акцентирования внимания на пустоте, с целью создания эффекта «материализации внимания», визуальное закрепление незастроенных и неосвоенных пространств при помощи символических пространственных структур. При этом создаётся некое промежуточное пространство (иначе — мезопространство), которое согласно теории метаболизма являет собой недостающее звено между архитектурой (как в высшей степени упорядоченной средой обитания) и окружающим хаосом изменчивой городской среды или «вакуумом» природного ландшафта. В структуре как отдельных зданий, так и их комплексов и даже целых городов, разработанных под влиянием идей метаболизма, всегда чётко прослеживается вре́менная и постоянная составляющие. Ещё один признак такой архитектуры — её модульность, ячеистость, нагляднее всего иллюстрируемый на примере башни «Накагин» (Nakagin Capsule Tower) (архитектор К. Курокава).
Алгоритмы, заложенные в проектах метаболистов, на практике не всегда воспроизводятся и срабатывают должным образом. Тем не менее, эти заранее разработанные «сценарии» жизни зданий и городов играют существенную роль в обосновании проектных решений, а их наглядное представление в виде видеороликов и т.п. служит эффектным дополнением к архитектурной визуализации проекта.

## Родственные концепции
- В СССР единомышленниками в области архитектуры и градостроительства японских метаболистов фактически являлись участники проектной группы НЭР в экспериментальном теоретическом проекте «Новый элемент расселения» — А. Гутнов, И. Лежава и др.
- В Великобритании — футуристические проекты группы «Аркигрэм».

## Примеры работ

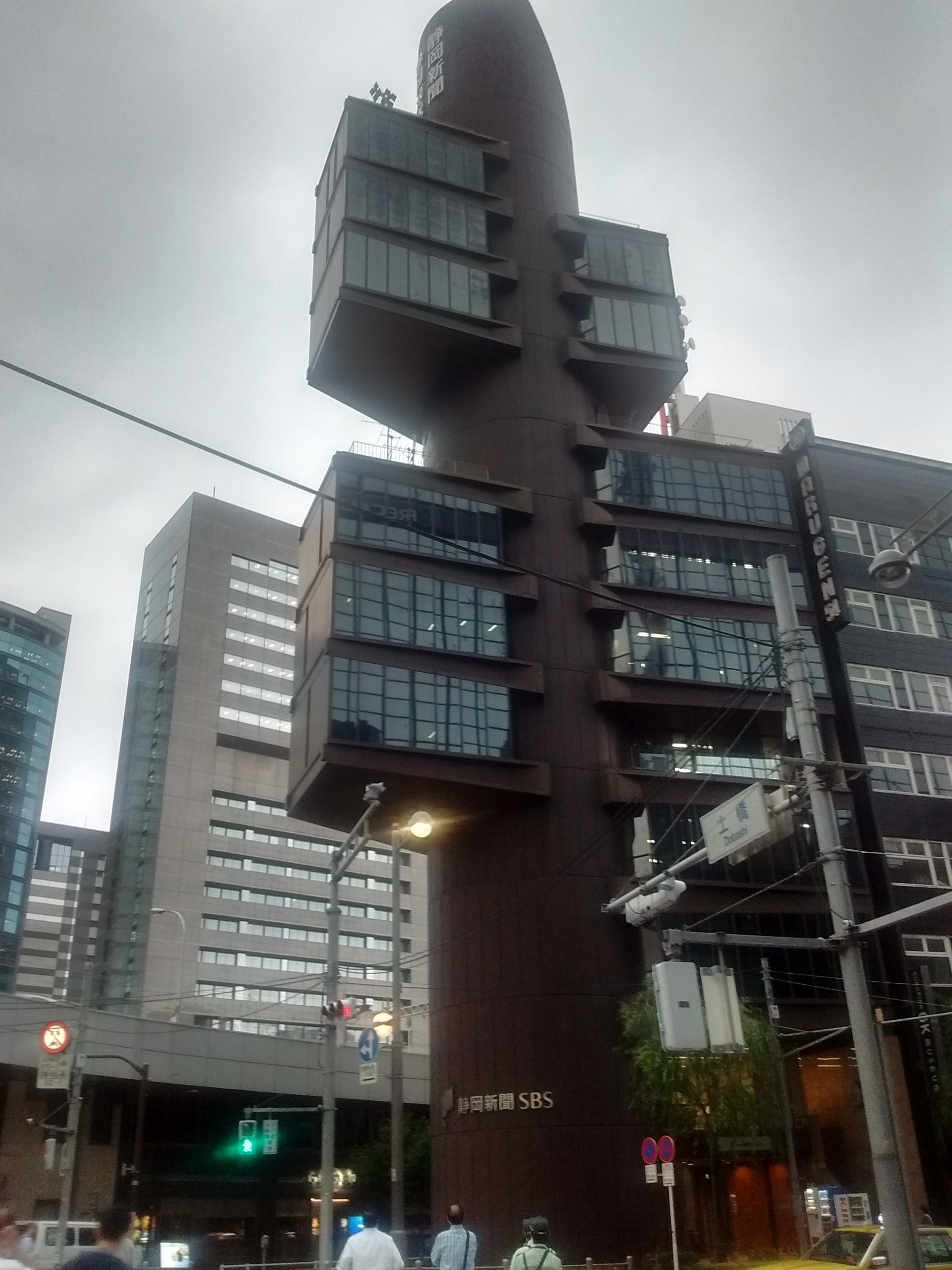
Центр печати и вещания Сидзуока в Токио, архитектор Кэндзо Тангэ.
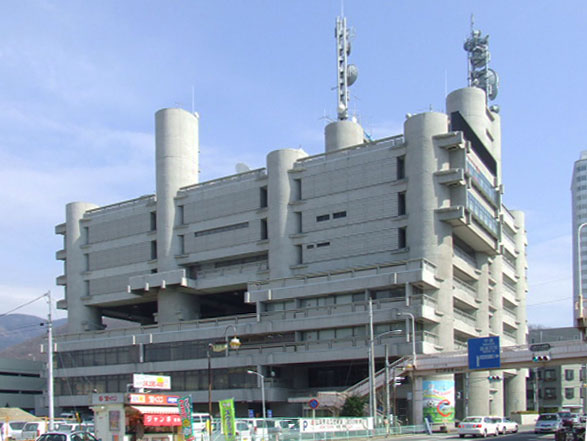
Центр печати и радиовещания Яманаси, архитектор Кэндзо Тангэ.